# (1482) Sebastiana
(1482) Sebastiana es un asteroide perteneciente al cinturón de asteroides descubierto el 20 de febrero de 1938 por Karl Wilhelm Reinmuth desde el observatorio de Heidelberg-Königstuhl, Alemania.

## Designación y nombre
Sebastiana recibió al principio la designación de 1938 DA1.
Posteriormente se nombró en honor del geólogo alemán Sebastian Finsterwalder (1862-1951).

## Características orbitales
Sebastiana está situado a una distancia media del Sol de 2,872 ua, pudiendo alejarse hasta 2,98 ua y acercarse hasta 2,763 ua. Tiene una inclinación orbital de 2,973° y una excentricidad de 0,03775. Emplea en completar una órbita alrededor del Sol 1777 días.